# Great Orme Tramway

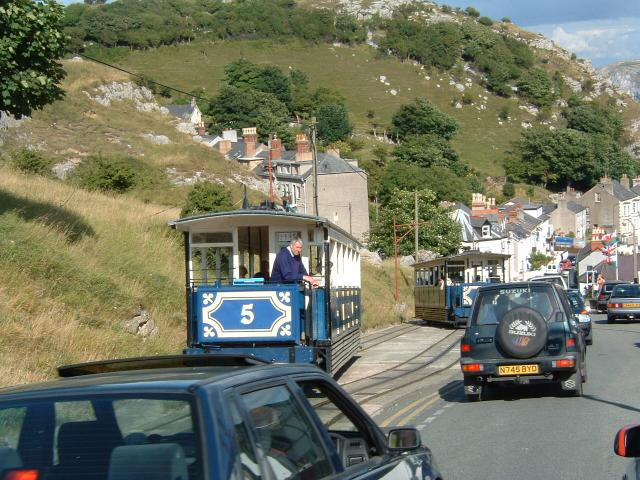
Två spårvagnar på en bilväg

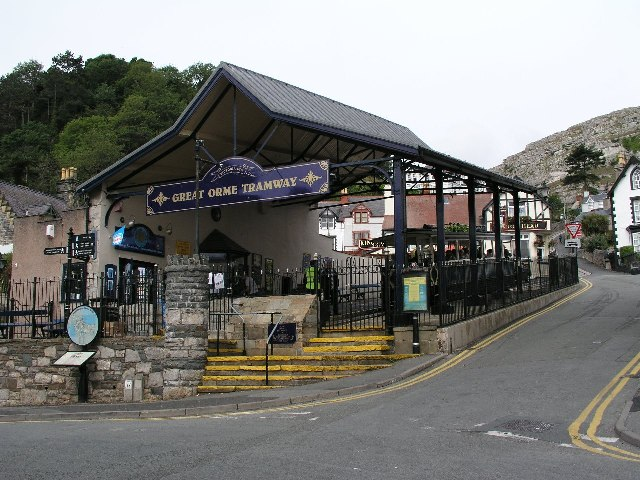
Victoria station

Great Orme Tramway (kymriska: Tramffordd y Gogarth) är en kabeldriven 1 067 mm spårväg i Llandudno i norra Wales.
Detta är Storbritanniens enda kvarvarande kabelspårväg och en av endast tre som överlevde kriget. Spårvägen skiljer sig från San Franciscos kabelspårväg genom att fordonen är fast kopplade till kablarna och stoppas eller startas genom att stoppa eller starta kabeln.
Spårvägen byggdes år 1902 för att ta passagerarna till Great Orme. Den består av två sektiner. Den nedre sektionen byggdes på eller längs med en gata och har en lutning på 1 på 3,8. Den övre delen är mindre lutande med en högsta lutning på 1 på 10.
Den ursprungliga kraftstationen, belägen på Halfway station mellan den lägre och övre sektionen utrustades med vinschar drivna med ånga från koks-eldade ångpannor. Detta ersattes år 1958 av elektrifierade vinschar. År 2001 blev hela Halfway station, kontrollrummet och kraftverket, totalt ombyggt och fick ny utrustning.
Spårvägen använder sig av fyra spårvagnar, som var nya då spårvägen byggdes år 1902. En vajer som hängde över spårvagnarna användes tidigare för kommunikation mellan spårvagnarna och personalen som kontrollerade kablarna, men detta har nu blivit ersatt med induktion av loopradiokontrollsystem.
Banan har tre huvudstationer. Den lägre stationen, Victoria, namngiven efter hotellet som tidigare utgjorde området där stationen ligger, stationen i mitten, kallad Halfway och Great Orme Summit Station. Passagerare måste byta vagn vid Halfway station.